# Jere Matošić

Jere Matošić bio je nogometaš RNK Split 30-ih godina i bio član momčadi koja je izborila pravo nastupa u tadašnjoj 1. ligi – poznatoj po imenu Nacionalna liga. 
Igrao je i za Hajduk, gdje je odigrao dva službena nastupa u Splitskom podsavezu i 19 prijateljskih utakmica. Prvi službeni nastup imao je 17. svibnja 1936.

## Matošići u Hajduku
- Frane Matošić
- Ivan Matošić
- Jere Matošić
- Jordan Matošić
- Jozo Matošić
- Ratomir Matošić